# La Fagnoul
La Fagnoul est un hameau de la commune belge de Ferrières en province de Liège. 
Avant la fusion des communes, le hameau faisait déjà partie de la commune de Ferrières.

## Situation
La Fagnoul se situe sur les premiers contreforts de l'Ardenne liégeoise entre les hameaux du Houpet, de Lantroul, du Trou et du Thier. Sa position en promontoire (altitude de 310 m) domine les petites vallées environnantes. La Fagnoul se trouve à environ 2 kilomètres au sud-est du centre de Ferrières.

## Description
Hameau à vocation agricole implanté au milieu de prairies elles-mêmes entourées de bois, La Fagnoul est composée essentiellement de fermettes avec cours bâties en moellons de grès. Deux exploitations agricoles y sont encore en activité.